# キミにKISS
「キミにKISS」（キミにキス）は、hitomiの19枚目のシングル。NTV系ドラマ「ストレートニュース」のエンディング・テーマになった。

## 収録曲
全作詞:hitomi、全作曲:多胡邦夫
1. キミにKISS
2. 孤独な空

## 収録アルバム
- LOVE LIFE (#1,2)
- SELF PORTRAIT (#1)
- peace (#1)